# Tour de la poudrière (Otjimbingwe)
La tour de la poudrière est située à Otjimbingwe, dans la région d'Erongo, en Namibie. La tour est classée monument national de Namibie depuis le 3 octobre 1950.